# Otto Fleischmann
Otto Fleischmann (Praga, 28 aprile 1906 – 5 dicembre 1950) è stato un calciatore cecoslovacco, di ruolo attaccante.

## Carriera

### Nazionale
Il 6 giugno 1926 esordisce in Nazionale contro l'Ungheria (2-1).

## Palmarès

### Club

#### Competizioni nazionali
- Campionato cecoslovacco: 2

Sparta Praga: 1925-1926, 1927